# Have a Nice Day (album Bon Jovi)
Have a Nice Day è il nono album in studio dei Bon Jovi, pubblicato nel 2005 dalla Island Records. Come i due precedenti Crush e Bounce, anche questo disco fu registrato presso i Sanctuary II Studio (New Jersey), ma con la novità di John Shanks come produttore al posto di Luke Ebbin. Con oltre 202 000 copie vendute in totale nella prima settimana di messa in vendita e un debutto al secondo posto della Billboard 200, è l'album dei Bon Jovi venduto più velocemente di sempre. Il disco ad oggi ha venduto ben 8 milioni di copie.
Da Have a Nice Day furono estratti tre singoli: l'omonimo Have a Nice Day, Who Says You Can't Go Home, e Welcome to Wherever You Are.

## Genesi e contesto
Have a Nice Day fu originariamente registrato nell'estate del 2004 e, inizialmente, la sua pubblicazione era prevista per l'inizio del 2005. Tuttavia, a causa di vari motivi e dibattiti tra band e casa discografica, l'uscita del disco fu posticipata per settembre. Questo comportò vari cambiamenti nell'album, dal momento che furono scritte e registrate nuove canzoni in tale arco di tempo, ma ne furono rimosse pure delle altre. Per questo motivo, la versione "pre-pubblicazione" di Have a Nice Day è leggermente diversa da quella originale, con incluse versioni alternative di alcuni brani (dal testo alternativo e da sonorità diverse). Ecco per intero la lista delle tracce della versione demo dell'album, in cui è diversa anche la posizione di varie canzoni:
1. Have a Nice Day
2. Welcome to Wherever You Are
3. I Want to be Loved
4. Complicated
5. Bells of Freedom
6. Who Says You Can't Go Home
7. Nothing
8. These Open Arms
9. Last Man Standing
10. Unbreakable
11. I Am
12. Who Says You Can't Go Home (Duetto con Keith Urban)

Diversi brani di questa versione del disco iniziarono a trapelare su internet verso la fine del 2004. Tre le canzoni escluse poi dalla versione originale: These Open Arms, Unbreakable, e Nothing. L'ultima venne eliminata a causa della sua somiglianza con I Am, che rimase nell'album. Altro brano a essere cancellato fu una versione duetto di Who Says You Can't Go Home con Keith Urban, presumibilmente per il fatto che John Shanks ritenne le voci di Jon Bon Jovi e di Urban troppo simili e, quindi, difficili da distinguere. Nella versione finale dell'album, infatti, Urban venne sostituito da Jennifer Nettles.

## Tracce
1. Have A Nice Day – 3:48 (Jon Bon Jovi, Richie Sambora, John Shanks)
2. I Want To Be Loved – 3:50 (Jon Bon Jovi, Richie Sambora, John Shanks)
3. Welcome To Wherever You Are – 3:47 (Jon Bon Jovi, Richie Sambora, John Shanks)
4. Who Says You Can't Go Home – 4:40 (Jon Bon Jovi, Richie Sambora)
5. Last Man Standing [13] – 4:37 (Jon Bon Jovi, Billy Falcon)
6. Bells Of Freedom – 4:55 (Jon Bon Jovi, Richie Sambora, Desmond Child)
7. Wildflower – 4:13 (Jon Bon Jovi)
8. Last Cigarette – 3:38 (Jon Bon Jovi, David Bryan)
9. I Am – 3:53 (Jon Bon Jovi, Richie Sambora, John Shanks)
10. Complicated – 3:37 (Jon Bon Jovi, Billy Falcon, Max Martin)
11. Novocaine – 4:49 (Jon Bon Jovi)
12. Story Of My Life – 4:08 (Jon Bon Jovi, Billy Falcon)

Durata totale: 49:55
Traccia bonus presente unicamente nell'edizione pubblicata negli Stati Uniti d'America
1. Who Says You Can't Go Home – 3:50 (Jon Bon Jovi, Richie Sambora) – Duetto con Jennifer Nettles

Traccia bonus presente nelle edizioni pubblicate in Europa, Regno Unito, Asia, Australia e Giappone
1. Dirty Little Secret – 3:37 (Jon Bon Jovi, Richie Sambora, John Shanks, Desmond Child)

Traccia bonus presente nelle edizioni pubblicate in Giappone, Regno Unito, Asia ed Australia
1. Unbreakable – 3:52 (Jon Bon Jovi, Richie Sambora, David Bryan)

Traccia bonus presente unicamente nell'edizione pubblicata in Giappone
1. These Open Arms – 3:42 (Jon Bon Jovi, Desmond Child)

## Bonus DVD: Live from Atlantic City
Oltre alla versione standard dell'album è stata pubblicata anche un'edizione limitata comprendente l'album originale ed un DVD bonus intitolato "Live from Atlantic City", contenente 5 tracce registrate live. Il filmato è stato registrato dal vivo durante un concerto al Borgata Hotel di Atlantic City il 21 novembre 2004 per promuovere l'uscita del box set 100,000,000 Bon Jovi Fans Can't Be Wrong. Tutte le canzoni del DVD sono tratte dal box set ad eccezione di Everyday, che è tratta dall'album Bounce.

### Tracce
1. Everyday - 3:14
2. Miss Fourth of July - 5:23 - David Bryan alla fisarmonica
3. I Get a Rush - 3:06
4. Open All Night - 5:43
(erroneamente intitolata "These Arms Are Open All Night", altro brano anch'esso presente nello stesso box set)
5. The Radio Saved My Life Tonight - 5:23

Il DVD contiene anche un documentario (8 min : 21 s) sulla realizzazione dell'album Have a Nice Day  e una galleria fotografica.

### Concerto originale (Atlantic City, Borgata Hotel, 21 novembre 2004)
di seguito la scaletta dei brani effettivamente eseguiti quella serata:
1. Why Aren't You Dead? *
2. You Give Love a Bad Name
3. The Radio Saved My Life Tonight *
4. Born to Be My Baby
5. Open All Night *
6. Everyday
7. Miss Fourth of July * - David Bryan alla fisarmonica
8. It's My Life
9. I'll Be There for You - Richie Sambora alla voce
10. Love Ain't Nothing But a Four Letter World *
11. Wanted Dead or Alive
12. Only in My Dreams * - Tico Torres alla voce, Jon Bon Jovi alla batteria
13. I Get a Rush *
14. I'll Sleep When I'm Dead
15. Bad Medicine / Shout
Shout è una cover dell'omonimo brano degli Isley Brothers
16. These Arms Are Open All Night *
17. Garageland *
18. Livin' on a Prayer

[*] = brano tratto dal box set 100,000,000 Bon Jovi Fans Can't Be Wrong

## Reazioni della critica
| Recensione      | Giudizio |
| --------------- | -------- |
| All Music Guide |          |
| Rolling Stone   |          |

Christian Hoard di Rolling Stone ha conferito all'album un punteggio di 3 stelle, affermando che Have a Nice Day contiene ballate acustiche come Bells of Freedom, definite «vagamente noiose», ma anche inni energici come I Want to Be Loved, potenzialmente cantabili almeno quanto Livin' on a Prayer.
Stephen Thomas Erlewine di All Music Guide invece evidenzia da un lato la propensione di Jon Bon Jovi per i testi, a seguito della quale la band si trova in una situazione di comfort; dall'altro, afferma che talvolta l'eccessiva spinta sui cori rende i loro brani stridenti anziché trasformarli in inni.

## Classifiche
| Classifica            | Posizione massima |
| --------------------- | ----------------- |
| Australia             | 1                 |
| Austria               | 1                 |
| Belgio (Fiandre)      | 5                 |
| Belgio (Vallonia)     | 23                |
| Canada                | 1                 |
| Danimarca             | 19                |
| Europa                | 1                 |
| Finlandia             | 4                 |
| Francia               | 14                |
| Germania              | 1                 |
| Irlanda               | 9                 |
| Italia                | 4                 |
| Norvegia              | 11                |
| Nuova Zelanda         | 26                |
| Paesi Bassi           | 1                 |
| Portogallo            | 7                 |
| Spagna                | 2                 |
| Stati Uniti d'America | 2                 |
| Polonia               | 9                 |
| Regno Unito           | 2                 |
| Svezia                | 3                 |
| Svizzera              | 1                 |

## Formazione

### Bon Jovi
- Jon Bon Jovi - voce, chitarra, chitarra acustica, produzione, songwriting
- Richie Sambora - chitarra solista, cori, produzione, songwriting
- David Bryan - tastiere,cori
- Tico Torres - batteria

### Altri musicisti
- Hugh McDonald - basso
- Jennifer Nettles – vocale in (traccia 13)
- David Campbell – arrangiamenti

### Altro personale
- John Shanks - produzione, songwriting
- Rick Parashar - produzione
- Desmond Child - songwriting
- Billy Falcon - songwriting
- Max Martin - songwriting

## Tour promozionale
Per promuovere l'album, il gruppo intraprese l'Have a Nice Day Tour, partito il 2 novembre 2005 dalla Wers Fargo Arena di Des Moines, e conclusosi il 29 luglio 2006 al Giants Stadium di East Rutherford.